# Nikolaus Pflug
Nikolaus Pflug, auch Pfluch, Pfluegh, Pflugh, Pflugk († 9. Märzjul. / 19. März 1631greg. in Neubrandenburg) war ein Rittmeister in den Diensten Christians von Braunschweig und Königlich schwedischer Kapitän im Dreißigjährigen Krieg.

## Leben

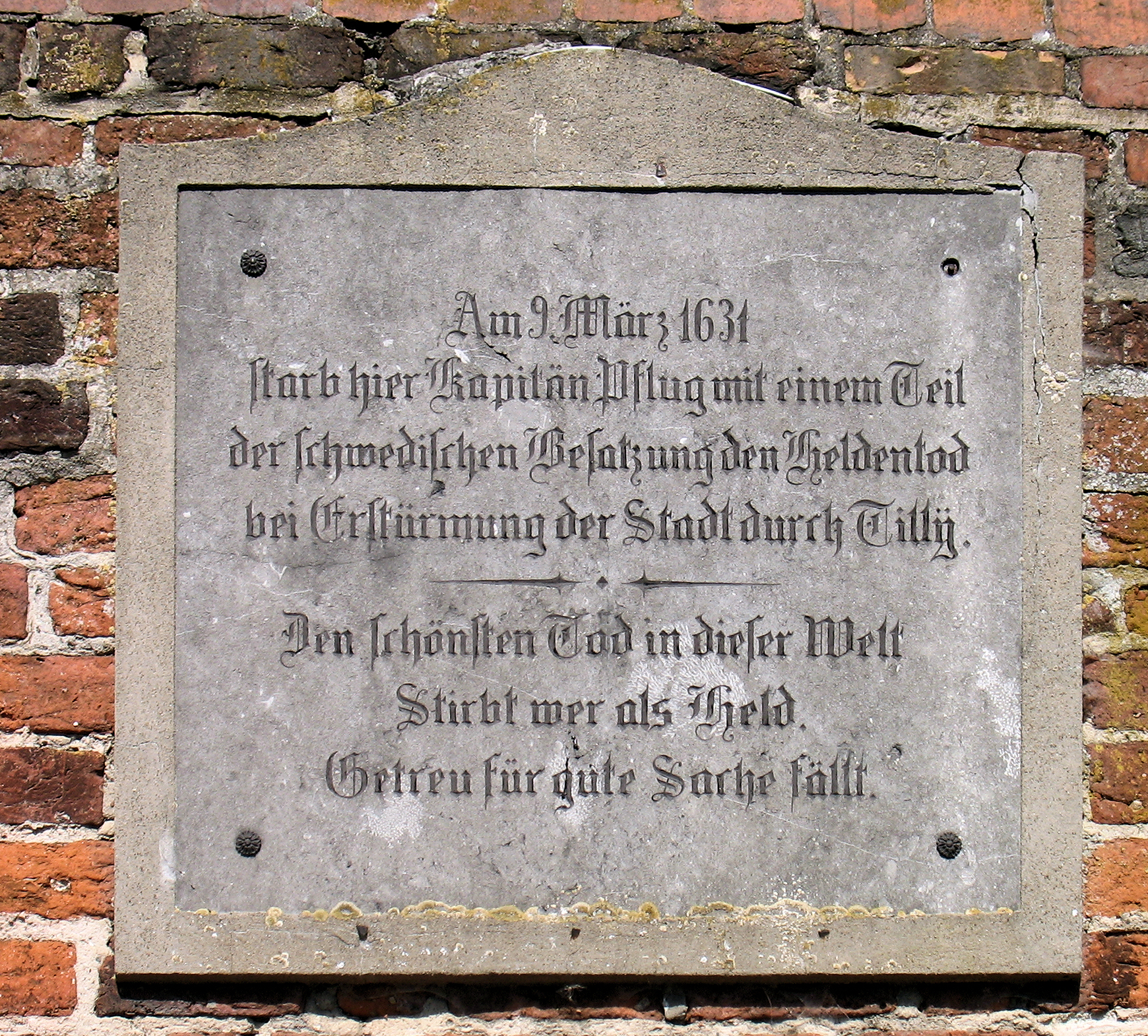
Gedenktafel am Friedländer Tor

Pflug trat um 1621 als Rittmeister in das Söldnerheer von Christian von Braunschweig ein. Er betätigte sich als Plünderer, u. a. später vom Stift Paderborn, und als Mordbrenner. Später nahm er zum Oberstwachtmeister befördert und als Kommandeur eines Braunschweiger Kavallerie-Regiments zu Pferde an diesem Feldzug und an der Schlacht bei Höchst am 20. Juni 1622 teil.
1631 stand Pflug als Kapitän in schwedischen Diensten unter dem Kommando Knyphausens in Neubrandenburg, wo er am  9. Märzjul. / 19. März 1631greg. während der Belagerung Neubrandenburgs durch Heerführer Tilly fiel.
Seit dem 19. Jahrhundert erinnert eine Gedenktafel am Friedländer Tor in Neubrandenburg an ihn.

## Trivia
Im Brettspiel Saints in Armor, bei dem einige Schlachten des Dreißigjährigen Krieges historisch genau nachgespielt werden können, ist Nikolaus Pflug eine Spielfigur.